# Бояново (Ямбольська область)
Боя́ново (болг. Бояново) — село в Ямбольській області Болгарії. Входить до складу общини Єлхово.

## Населення
За даними перепису населення 2011 року у селі проживали 700 осіб.
Національний склад населення села:
| Національність   | Кількість осіб | Відсоток |
| ---------------- | -------------- | -------- |
| болгари          | 603            | 96,9%    |
| інша             | 13             | 2,1%     |
| Всього відповіли | 622            |          |

Розподіл населення за віком у 2011 році:
Динаміка населення: